# 海倫娜弗拉茨 (蒙大拿州)
海倫娜弗拉茨（英語：Helena Flats）是位於美國蒙大拿州弗拉特黑德縣的普查規定居民點。

## 人口
根據2020年美國人口普查的數據，海倫娜弗拉茨的面積為22.56平方千米，當中陸地面積為21.86平方千米，而水域面積為0.70平方千米。當地共有人口1206人，而人口密度為每平方千米53.46人。